# Lista do Patrimônio Mundial no Camboja
A Organização das Nações Unidas para a Educação, a Ciência e a Cultura (UNESCO) propôs um plano de proteção aos bens culturais do mundo, através do Comité sobre a Proteção do Património Mundial Cultural e Natural, aprovado em 1972. Esta é uma lista do Patrimônio Mundial existente no Camboja, especificamente classificada pela UNESCO e elaborada de acordo com dez principais critérios cujos pontos são julgados por especialistas na área. O Camboja, país de vegetação tropical rica devido à bacia fértil rio Mekong e intensa produção cultural ao longo da Idade medieval asiática, ratificou a convenção em 28 de novembro de 1991, tornando seus locais históricos elegíveis para inclusão na lista.
O complexo arquitetônico religioso de Angkor, cujo mais notório edifício é o templo Angkor Wat, foi o primeiro sítio do Camboja inscrito na Lista do Patrimônio Mundial da UNESCO por ocasião da 16ª Sessão do Comité do Patrimônio Mundial, realizada em Santa Fé (Estados Unidos) em 1992. O sítio, de classificação cultural, é considerado um exemplar único do desenvolvimento dos primórdios da cultura local, sendo também ainda nos dias atuais um dos principais destinos turísticos do país. Desde a mais recente inclusão da lista, o Camboja totaliza 4 sítios inscritos na lista do Patrimônio Mundial, sendo todos eles de classificação Cultural e localização inteiramente no território do país. 

## Bens culturais e naturais
O Camboja conta atualmente com os seguintes lugares declarados como Patrimônio da Humanidade pela UNESCO:
| | Angkor |
| Bem cultural inscrito em 1992. |        |
| Localização: Siem Reap |        |
| Angkor é um dos sítios arqueológicos mais importantes do sudeste asiático. Estende-se por cerca de 400 km2, em grande parte coberto pela selva, e envolve os admiráveis vestígios das várias capitais do Império Khmer, que estava no seu auge entre os séculos IX e XII. Estes restos incluem o famoso Templo de Angkor Vat e o Templo bayon em Angkor Thom, que é adornado com inúmeras esculturas. A UNESCO lançou um vasto programa de salvaguarda para este local simbólico e seus arredores. (UNESCO/BPI) |        |

| | Templo Hindu de Preah Vihear |
| Bem cultural inscrito em 2008. |                              |
| Localização: Preah Vihear |                              |
| Os edifícios que compõem este santuário dedicado a Shiva estão localizados no final de um planalto com vista para a planície cambojana. O templo, composto por uma série de santuários conectados por um sistema de pavimentação e escadas ao longo de um eixo de 800 metros, data da primeira metade do século XI a.C. No entanto, sua complexa história remonta à criação de uma comunidade de eremitas no século IX. O local foi preservado praticamente em seu estado original, em grande parte devido à sua localização isolada, perto da Tailândia. O local é excepcional pela qualidade de sua arquitetura, adaptada ao ambiente natural e à função religiosa do templo, bem como pela qualidade de suas ornamentações de pedra esculpida. (UNESCO/BPI) |                              |

| | Zona de templo de Sambor Prei Kuk: Sítio Arqueológico da Antiga Ishanapura |
| Bem cultural inscrito em 2017. |                                                                            |
| Localização: Kompung Thom |                                                                            |
| O sítio arqueológico de Sambor Prei Kuk, "o templo na riqueza da floresta" na língua Khmer, foi identificado como Ishanapura, a capital do Império Chenla que prosperou no final do século VI e início do século VI.C. Os vestígios da cidade cobrem uma área de 25 km² e incluem uma cidade murada, bem como numerosos templos, dez dos quais são octogonais, os únicos espécimes desse tipo no sudeste da Ásia. Os elementos de arenito da decoração no local são característicos da linguagem decorativa pré-Angkor, conhecida como o estilo de Sambor Prei Kuk. Alguns desses elementos, incluindo lintéis, pedimentos e colunas, são verdadeiras obras de arte. A arte e a arquitetura desenvolvidas aqui tornaram-se modelos para outras partes da região e deram origem ao estilo khmer único do período Angkor. (UNESCO/BPI) |                                                                            |

| | Koh Ker: Sítio arqueológico da Antiga Lingapura ou Chok Gargyar |
| Bem cultural inscrito em 2023. |                                                                 |
| Localização: Siem Reap |                                                                 |
| O sítio arqueológico de Koh Ker é um complexo urbano sagrado de numerosos templos e santuários incluindo estruturas, inscrições, pinturas e vestígios arqueológicos. Construído durante um período de vinte e três anos, esta foi uma das duas capitais rivais do Império Khmer - sendo a outro Agkor - e foi a capital única de 928 a 944 d.C. Fundada pelo Rei Jaiavarmã IV, sua cidade sagrada é creditada como a base dos conceitos religiosos indonésios acerca do universo. A nova cidade atestou traçado urbano, expressões artísticas e tecnologia de construção incomuns, especialmente devido ao uso de vários tipos de blocos monolíticos. (UNESCO/BPI) |                                                                 |